# سعيد غراب
سعيد مذكور الغامدي (ولد 18 يناير 1942) الشهير بـ سعيد الغراب ( العقاب )، أسطورة الملاعب السعودية ومن أفضل لاعبي كرة القدم في تاريخ الكرة السعودية بحسب المؤرخين والنقاد. صاحب الرقم القياسي لعدد الاهداف في مباراة واحدة حيث سجل 8 اهداف في مباراة فريقه النصر في مرمى فريق النجمة عام 1389 هجرية.

## السيرة
ولد في قرية الضفير في منطقة الباحة، ونشأ في جدة يتيم الأب. بدايته كانت مع أشبال الأهلي (الثغر سابقا) ثم انتقل إلى نادي الاتحاد. ثم انتقل إلى نادي النصر لفترة من الزمن وحقق معه رقمه القياسي التاريخي بتسجيل 8 أهداف في مباراة واحدة رسمية ثم إلى نادي الأهلي إلى أن قرر أن يعود لنادية القديم فعاد لنادي الاتحاد ومكث فيه إلى أن اعتزل.
حصل على الدبلوم العالي من الأكاديمية البرازيلية في ريو دي جانيرو في تدريب كرة القدم عام 1983. عمل بعدها مدربا ومشرفا على عدد من الدورات كان منها الإشراف على دورة النور موسى التنشيطية في نادي الاتحاد، ثم عمل في التدريب طويلا بعد العودة. منها مساعدا لمدرب فريق شباب الاتحاد ومدربا للبراعم في 1984. ثم مساعدا لمدرب الفريق الأول في النادي 1985. ثم مدربا لناشئي نادي الاتحاد في نفس العام، ثم قام بتدريب فريق القدم في جامعة الملك عبد العزيز بجدة عام 1987. ثم مدربا للفريق الأول بنادي الربيع 1989. ثم مدربا لدرجتي الشباب والناشئين بنادي الحزم بالرس عام 2002.
يعتبر حسب النقاد والمحللين أفضل اللاعبين السعوديين الذين مروا على الكرة السعودية في الفترة الأولى لرياضة كرة القدم السعودية. قال عنه الملك فيصل إنه سعيد عقاب وليس سعيد غراب، ووصفه الأمير فيصل بن فهد أنه ثروة كالبترول، في إشارة إلى مهارته الكروية النادرة.
يعتبر أسطورة الاتحاد في الثمانينات الهجرية سعيد غراب حامل الرقم القياسي - محلياً - في أعلى نسبة أهداف يسجلها لاعب بمباراة واحدة في مسابقة رسمية برصيد «8أهداف».
وعندما أحرز الغراب مع فريقه النصر عصر يوم الجمعة 1389/7/26هـ 8 أهداف في مرمى نادي النجمة من عنيزة على ملعب الرائد ببريدة في مسابقة الكأس .

## كأس الخليج

### كأس الخليج 1972
و قد سجل ثلاثية في مرمى منتخب الإمارات لكرة القدم، وقد سجل هدفين في مرمى منتخب قطر لكرة القدم، وقد توج هدافا لتلك البطولة.

### كأس الخليج 1974
سجل هدف في مرمى منتخب البحرين لكرة القدم، وقد سجل هدف في مرمى منتخب الإمارات لكرة القدم، وقد سجل هدف في مرمى منتخب قطر لكرة القدم.